# 나가사와 데쓰
나가사와 데쓰(일본어: 長澤 徹, 1968년 5월 28일 ~ )는 일본의 전 축구 선수이자 현 축구 지도자로 현재 RB 오미야 아르디자의 감독으로 재직 중이며 현역 시절 주빌로 이와타, 혼다 FC에서 미드필더로 활동했다.

## 구단 경력
1991년 야마하 발동기(주빌로 이와타)에 입단하였다. 1993년 재팬 풋볼 리그 준우승으로 J1리그로 승격하였다. 1995년 재팬 풋볼 리그의 혼다 기연로 이적했다. 1997년후 현역 은퇴.

## 지도자 경력
2015년부터 2018년까지 파지아노 오카야마에서 감독을 맡았다. 2024년 오미야 아르디자의 감독으로 취임하였다.